# 庐江路
庐江路，安徽省合肥市老城区的一条重要东西向道路，得名自庐江县，道路各段曾用左圣宫巷、回龙巷、中王巷、沙家巷、官盐巷、官盐街、观音巷、洋楼巷、农场巷、三育学校巷等多个街巷名，1956年定名庐江路。现庐江路东起无为路，经宿州路、徽州大道、舒城路、桐城路后止于金寨路，全长1.5公里。沿路有合肥市红星路小学、安徽省立医院、安徽省轻工协会、合肥市南门小学、安徽广播电视报社、林业勘察设计院、安徽省汽车工程学会、安徽省供销合作社联合社等。